# Utvikningsbild

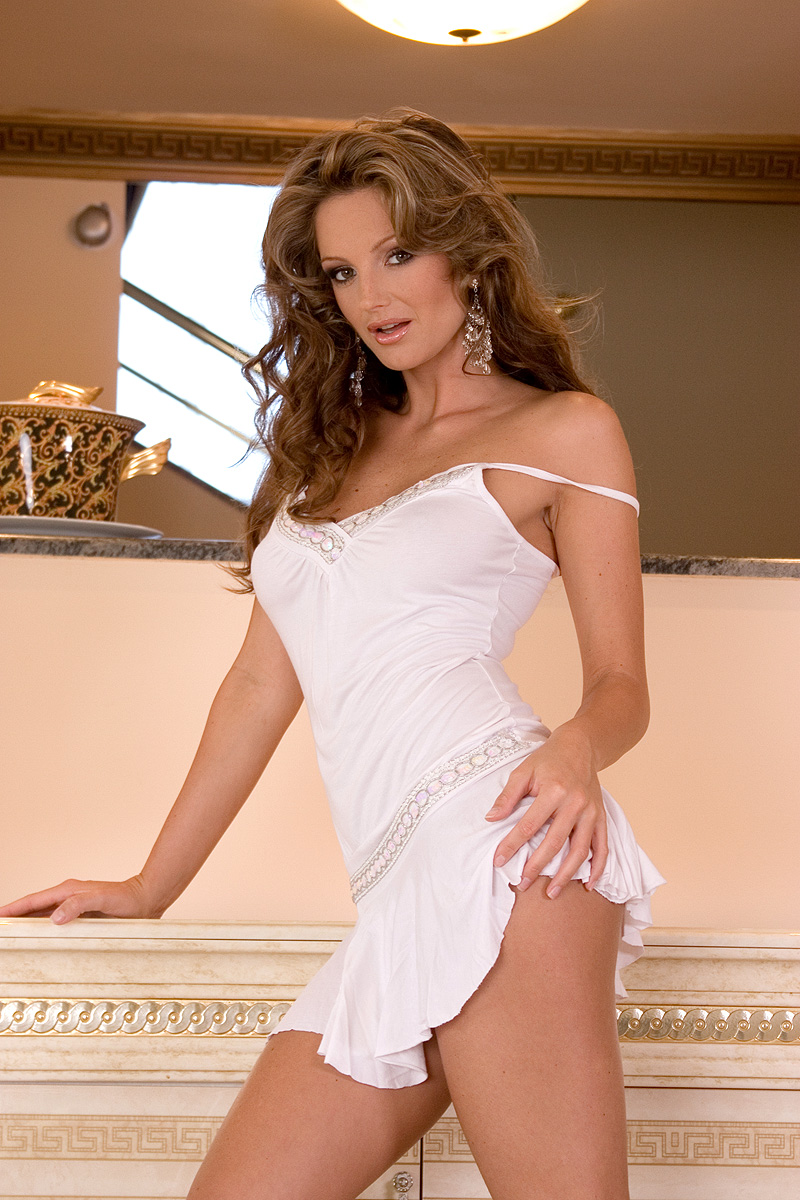
Sandra Shine, Penthousecenterfold 2001

Utvikningsbilder var ursprungligen studiofotografier på lättklädda kvinnor som trycktes i herrtidskrifter på dubbla ark, så de kunde "vikas ut" ur tidningen. Idag har begreppet utvidgats, och kan omfatta de flesta typer av detaljerade fotografier av kvinnor och män som publicerats i tidskrifter, på webben eller i något annat medium. Till skillnad från pornografiska bilder[källa behövs] brukar inte utvikningsbilderna visa blottade könsorgan. Idag används uttrycket mest som nedsättande benämning av dem som vill skada den "utvikta" personens anseende och framställa vederbörande som omoralisk. Från "utvikningsbild" har verbfrasen "att vika ut sig" (att fotograferas lättklätt) bildats.